# Medal Za udział w walce antyfaszystowskiej
Medal Za udział w walce antyfaszystowskiej (bułg. Медал «За участие в антифашистката борба») – bułgarskie odznaczenie za okres II wojny światowej.
Odznaczenie zostało ustanowione dekretem prezydium Zgromadzenia Narodowego w dniu 15 czerwca 1948, dla wyróżnienia członków oddziałów partyzanckich walczących przeciwko faszystom w okresie II wojny światowej. W dniu 13 grudnia 1950 roku dekret ten został zmieniony i medal otrzymał nową nazwę oraz wyróżniano nim także innych uczestników ruchu oporu za działalność przeciwko faszystom i ustrojowi kapitalistycznemu, a którzy nie walczyli z bronią w ręku, jak zakładał dekret z 1948 roku.

## Zasady nadawania
Według dekretu z 1948 roku medal nadawany był tylko członkom oddziałów partyzanckich, walczących z bronią w ręku przeciwko rządom faszystowskim w Bułgarii oraz oddziałom niemieckim i ich sojusznikom stacjonującym na terenie Bułgarii. Od 1950 roku medal ten nadawano także innym uczestnikom ruchu oporu, którzy działali na rzecz obalenia faszystowskich rządów w Bułgarii i ustroju kapitalistycznego. Medal nadawany był do 1990 roku.

## Opis odznaki
Odznaką medalu jest okrągłego krążka o średnicy 31 mm, wykonanego z żółtego metalu. Na awersie znajduje się rysunek przedstawiający dwóch walczących partyzantów, jedne strzelający z karabinu i drugi rzucający granat. Na rewersie w środku znajduje się pięcioramienna gwiazda w środku której umieszczono profil twarz G. Dymitrowa. Na okręgu natomiast jest napis w języku bułgarskim ЗА УЧАСТИЕ В АНТИФАШИСТКАТА БОРБА (pol. Za Udział w walce antyfaszystowskiej).
Medal zawieszony trójkątnej zawieszce owiniętej wstążką koloru zielonego z czerwonymi paskami po bokach.